# Sadako Sasaki
Sadako Sasaki (Japans: 佐々木 禎子, Sasaki Sadako) (Hiroshima, 7 januari 1943 - aldaar, 25 oktober 1955) was een Japans meisje dat ten tijde van het afwerpen van de atoombom op Hiroshima 1,5 kilometer van het epicentrum woonde.

## Leven
Sasaki Sadako overleefde in eerste instantie de vuurzee na het tot ontsteking brengen van de Amerikaanse atoombom op haar stad. Ze was toen pas twee jaar oud. Toen Sasaki opgroeide was ze een sterk meisje en lang vergeleken met haar klasgenootjes. Ze was atletisch en had een enorme belangstelling voor hardlopen.
Toen ze op elfjarige leeftijd aan het oefenen was voor een belangrijke wedstrijd werd ze onwel. Artsen diagnosticeerden leukemie bij haar; deze ziekte liep zij op als gevolg van blootstelling aan de straling van de atoombom.
Een goede vriendin van Sasaki vertelde haar een Japanse legende dat iedereen die 1000 papieren origami kraanvogels vouwt een wens mag doen. Sasaki hoopte dat de goden haar een wens toe zouden staan en dat ze weer in staat zou zijn hardloopwedstrijden te doen. De mythevorming rond Sasaki is gegroeid doordat zij vele malen uitte en hoopte dat niet alleen zij, maar ook alle andere kindslachtoffers van de atoombom, een wens zouden mogen doen; ze bad vanuit haar ziekbed voor wereldvrede en het einde van al het lijden.
Sasaki bleef 14 maanden in het ziekenhuis en vouwde meer dan 1300 papieren kraanvogels tot ze op twaalfjarige leeftijd aan de gevolgen van leukemie overleed. De legendevorming rond Sasaki kreeg een dramatische wending doordat het verhaal de wereld in geholpen werd dat ze ‘slechts’ 644 kraanvogels vouwen kon voor ze overleed en dat nadien vriendjes en vriendinnetjes de overige 356 vouwden. Men zou de 1000 kraanvogels met haar hebben meebegraven. Dit laatste is echter niet waar.

## Na haar dood
Na Sasaki’s dood publiceerden haar schoolvriendjes een verzameling van haar brieven om geld op te halen voor alle kinderen die aan het afwerpen van de atoombom op Hiroshima leden. In 1958 is in het Vredespark van Hiroshima een beeldje van Sasaki onthuld waarbij zij een gouden kraanvogel vasthoudt. Aan de voet van het beeldje is een plaquette waarop (vertaald) staat: ‘Dit is onze Schreeuw. Dit is ons Gebed. Vrede op Aarde’. Dit beeld inspireerde de Dagestaanse dichter Rasul Gamzatov tot het schrijven van een gedicht. Dat gedicht resulteerde uiteindelijk in het Russische nummer Zjoeravli (kraanvogels).
Het park en vooral het beeld is een bedevaartsoord voor grote groepen schoolkinderen die hier massaal op geschiedenisles komen. Het is traditie geworden dat elke schoolklas die het Vredespark bezoekt 1000 kraanvogels vouwt en deze aan de hekken van het park bevestigt. Zo ontstaan grote kluwen papier in allerlei bonte kleuren.
Een ander beeldje van Sasaki staat in het Vredespark van Seattle en is een symbool geworden van de verschrikkingen van de atoomoorlog.
In 1961 werd door door de Oostenrijkse schrijver Karl Bruckner het kinderboek "Sadako will leben" (Sadako wil leven. Vertaald door An Rutgers van der Loeff-Basenau. Amsterdam, Arbeiderspers, 1963.) over het leven van Sasaki gepubliceerd. 